# Cattedrali nel Québec
Questa è una lista delle cattedrali, nella provincia del Québec in Canada.

## Cattedrali
| Città                       | Cattedrale                                   | Chiesa                              | Arcidiocesi o Diocesi                                      | Immagine |
| --------------------------- | -------------------------------------------- | ----------------------------------- | ---------------------------------------------------------- | -------- |
| Amos                        | Cattedrale di Santa Teresa d'Avila           | Chiesa cattolica                    | Diocesi di Amos                                            |          |
| Baie-Comeau                 | Cattedrale di San Giovanni Eudes             | Chiesa cattolica                    | Diocesi di Baie-Comeau                                     |          |
| Baie-Comeau                 | Pro-Cattedrale di Sant'Amelia                | Chiesa cattolica                    | Diocesi di Baie-Comeau                                     |          |
| Saguenay                    | Cattedrale di San Francesco Saverio          | Chiesa cattolica                    | Diocesi di Chicoutimi                                      |          |
| Gaspé                       | Cattedrale di Cristo Re                      | Chiesa cattolica                    | Diocesi di Gaspé                                           |          |
| Gatineau                    | Cattedrale di San Giuseppe                   | Chiesa cattolica                    | Arcidiocesi di Gatineau                                    |          |
| Gatineau                    | Ex cattedrale di San Giovanni Maria Vianney  | Chiesa cattolica                    | Arcidiocesi di Gatineau                                    |          |
| Joliette                    | Cattedrale di San Carlo Borromeo             | Chiesa cattolica                    | Diocesi di Joliette                                        |          |
| Montréal                    | Cattedrale di Maria Regina del Mondo         | Chiesa cattolica                    | Arcidiocesi di Montréal                                    |          |
| Montréal                    | Cattedrale del Santissimo Salvatore          | Chiesa cattolica greco-melchita     | Eparchia del Santissimo Salvatore di Montréal dei melchiti |          |
| Montréal                    | Cattedrale di San Marone                     | Chiesa maronita                     | Eparchia di San Marone di Montréal                         |          |
| Montréal                    | Cattedrale di Christ Church                  | Chiesa anglicana del Canada         | Diocesi anglicana di Montréal                              |          |
| Montréal                    | Cattedrale ortodossa di Santa Sofia          | Chiesa ortodossa ucraina del Canada | Eparchia orientale                                         |          |
| Nicolet                     | Cattedrale di San Giovanni Battista          | Chiesa cattolica                    | Diocesi di Nicolet                                         |          |
| Québec                      | Basilica-cattedrale di Notre-Dame de Québec  | Chiesa cattolica                    | Arcidiocesi di Québec                                      |          |
| Québec                      | Cattedrale della Santa Trinità               | Chiesa anglicana del Canada         | Diocesi anglicana di Québec                                |          |
| Rimouski                    | Cattedrale di San Germano                    | Chiesa cattolica                    | Arcidiocesi di Rimouski                                    |          |
| Rouyn-Noranda               | Cattedrale di San Giuseppe                   | Chiesa cattolica                    | Diocesi di Rouyn-Noranda                                   |          |
| Rouyn-Noranda               | Ex cattedrale di San Michele arcangelo       | Chiesa cattolica                    | Diocesi di Rouyn-Noranda                                   |          |
| Sainte-Anne-de-la-Pocatière | Cattedrale di Sant'Anna                      | Chiesa cattolica                    | Diocesi di Sainte-Anne-de-la-Pocatière                     |          |
| Saint-Hyacinthe             | Cattedrale di San Giacinto                   | Chiesa cattolica                    | Diocesi di Saint-Hyacinthe                                 |          |
| Saint-Hyacinthe             | Pro-Cattedrale di San Matteo                 | Chiesa cattolica                    | Diocesi di Saint-Hyacinthe                                 |          |
| Longueuil                   | Concattedrale di Sant'Antonio da Padova      | Chiesa cattolica                    | Diocesi di Saint-Jean-Longueuil                            |          |
| Saint-Jean-sur-Richelieu    | Cattedrale di San Giovanni Evangelista       | Chiesa cattolica                    | Diocesi di Saint-Jean-Longueuil                            |          |
| Saint-Jérôme                | Cattedrale di San Girolamo                   | Chiesa cattolica                    | Diocesi di Saint-Jérôme-Mont-Laurier                       |          |
| Mont-Laurier                | Concattedrale di Nostra Signora di Fourvière | Chiesa cattolica                    | Diocesi di Saint-Jérôme-Mont-Laurier                       |          |
| Sherbrooke                  | Cattedrale di San Michele                    | Chiesa cattolica                    | Arcidiocesi di Sherbrooke                                  |          |
| Trois-Rivières              | Cattedrale dell'Assunzione                   | Chiesa cattolica                    | Diocesi di Trois-Rivières                                  |          |
| Salaberry-de-Valleyfield    | Cattedrale di Santa Cecilia                  | Chiesa cattolica                    | Diocesi di Valleyfield                                     |          |